# Mathias (rivière)
Pour les articles homonymes, voir Mathias.
La rivière Mathias   (en anglais : Mathias River) est un cours d’eau de la région de  Canterbury situé dans  l’Île du Sud de la Nouvelle-Zélande.

## Géographie
Elle s’écoule de son origine,  provenant de la confluence de trois  rivières (les rivières : Mathias Nord, Sud, et Ouest) qui descendent des Alpes du Sud. Parmi elles, la rivière Mathias Nord est la plus longue, s’écoulant vers le Sud  à partir de sa source située au nord-est du Mont Williams. Après 18 km, ses eaux se combinent avec celles de la rivière Mathias Ouest, qui s’écoule vers le sud-ouest sur 13 km à partir de sa source située à 10 km à l’ouest du Mont Williams. La rivière Mathias Sud, un affluent de la rivière Mathias Ouest, est longue de 6 km et est située plus à l’est ; elle rencontre la rivière Mathias Ouest à 5 km de sa confluence avec la rivière Mathias Nord.
Les eaux ainsi combinées s’écoulent sur 17 kmvers le sud-est à travers les sinuosités d'une vallée qui mènent à celle du fleuve Rakaia à 15 km à l’ouest du lac Coleridge.